# Аэродинамический тормоз

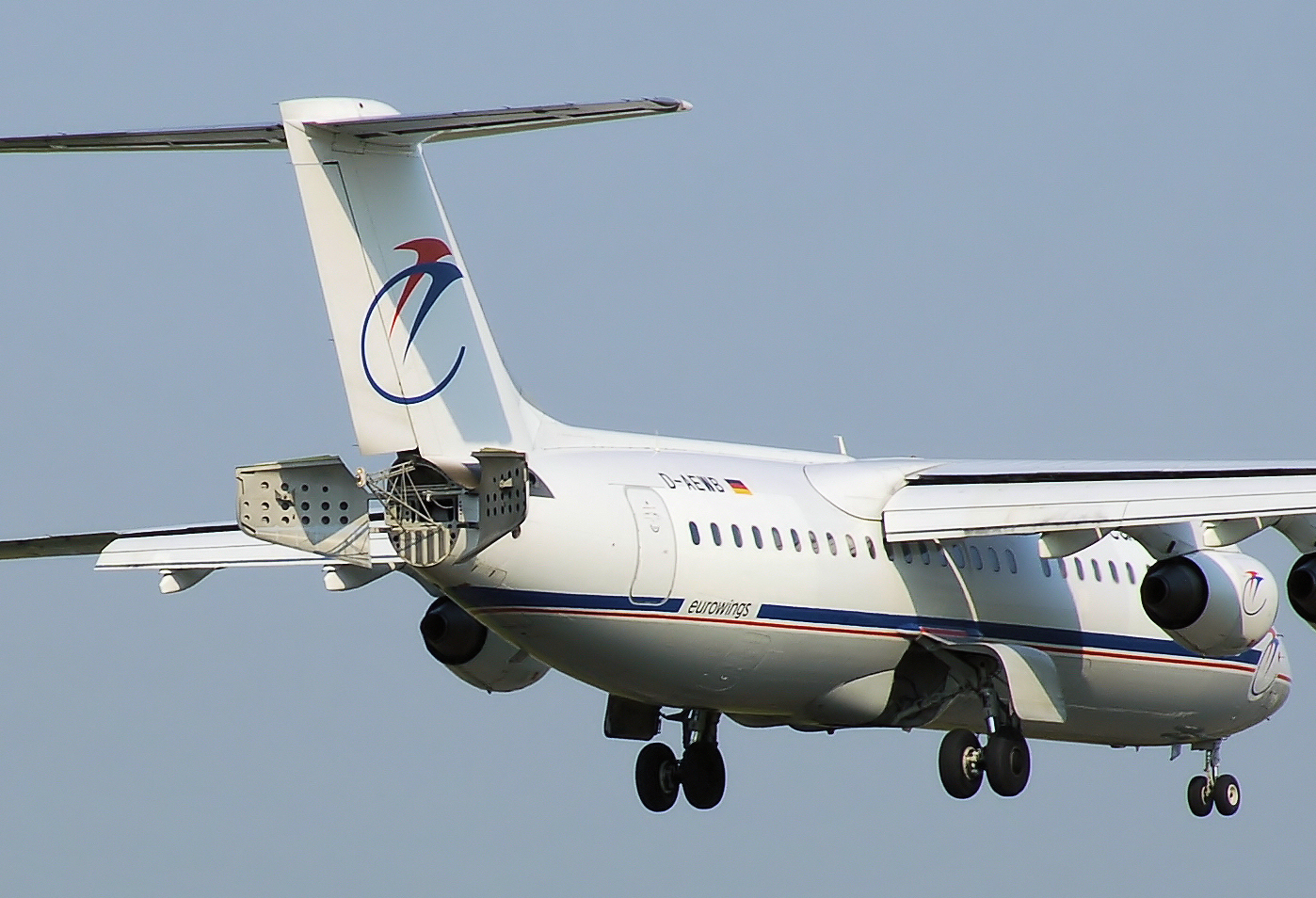
Аэродинамический тормоз пассажирского самолета BAe 146—300

Аэродинами́ческий то́рмоз, возду́шный тормоз — управляемая поверхность летательного аппарата, предназначенная для гашения скорости полёта путём увеличения лобового сопротивления. Также используется в конструкциях скоростных поездов и автомобилей.
Эффективность аэродинамического торможения зависит от скорости набегающего воздушного потока, следовательно, затормозиться до полной остановки за счёт исключительно воздушного тормоза невозможно. Таким образом, необходимы другие средства торможения (обычно — колёсные тормоза и реверс тяги, если он есть).
В гражданской и спортивной авиации аэродинамические тормоза служат для увеличения угла наклона глиссады на посадке. Это позволяет садиться на аэродромы с плохими подходами, например расположенные в горной местности. На боевых самолётах воздушные тормоза используются для выдерживания строя и ограничения скорости пикирования.
Часто воздушными тормозами называют интерцепторы, так как при их выпуске одновременно растёт аэродинамическое сопротивление. Однако не всякий воздушный тормоз является интерцептором. Интерцептор — орган непосредственного управления подъёмной силой крыла, применяется для поперечного управления или гашения подъёмной силы на пробеге с целью увеличения эффективности колесных тормозов. Например, боевой самолёт Ту-22М (М2, М3, МР) имеет в качестве органов поперечного управления только интерцепторы (без элеронов), в том числе работающие и как воздушные тормоза в полёте и на посадке.

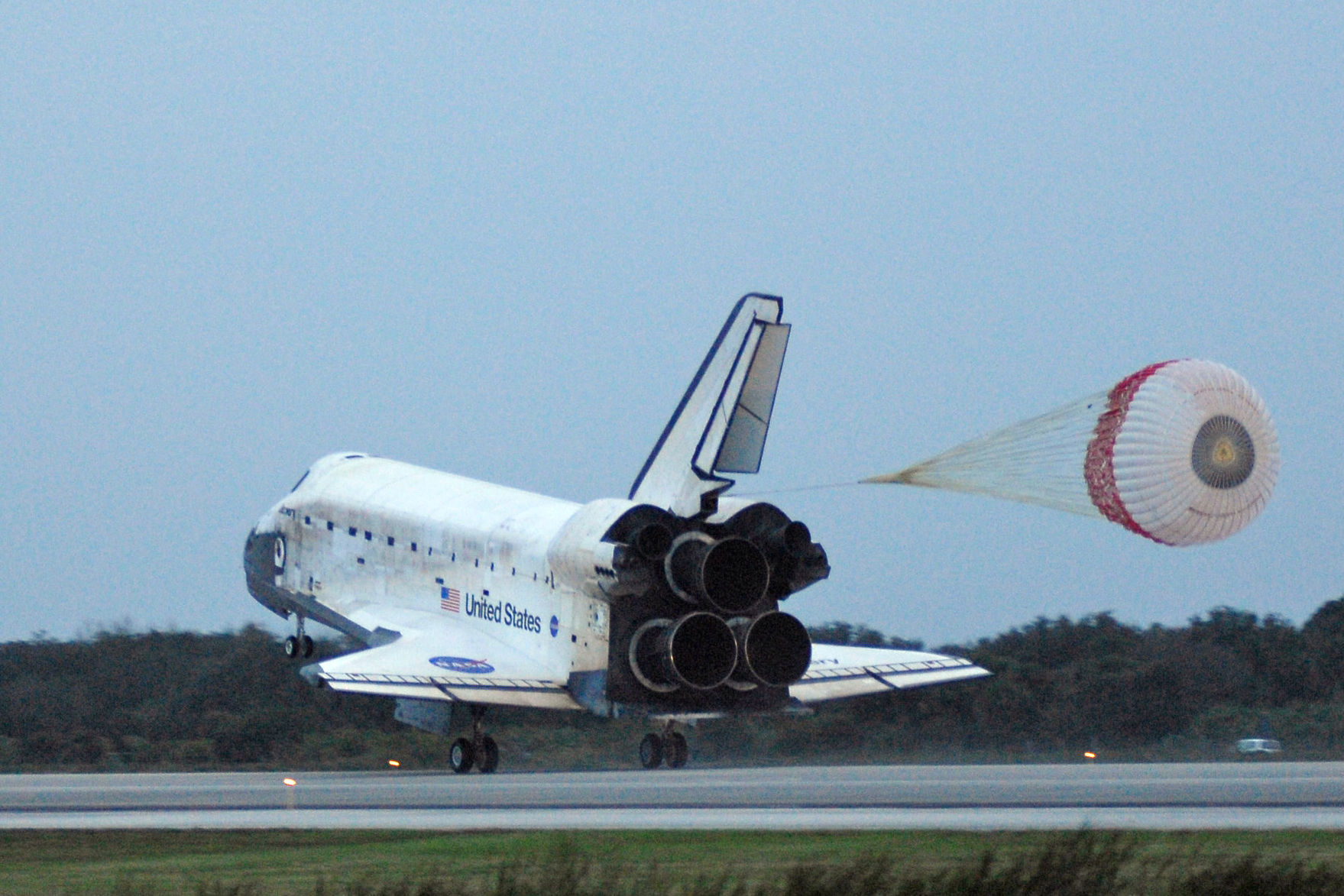
МТКК Дискавери (в дополнение к тормозному парашюту руль направления типа «крокодил»)
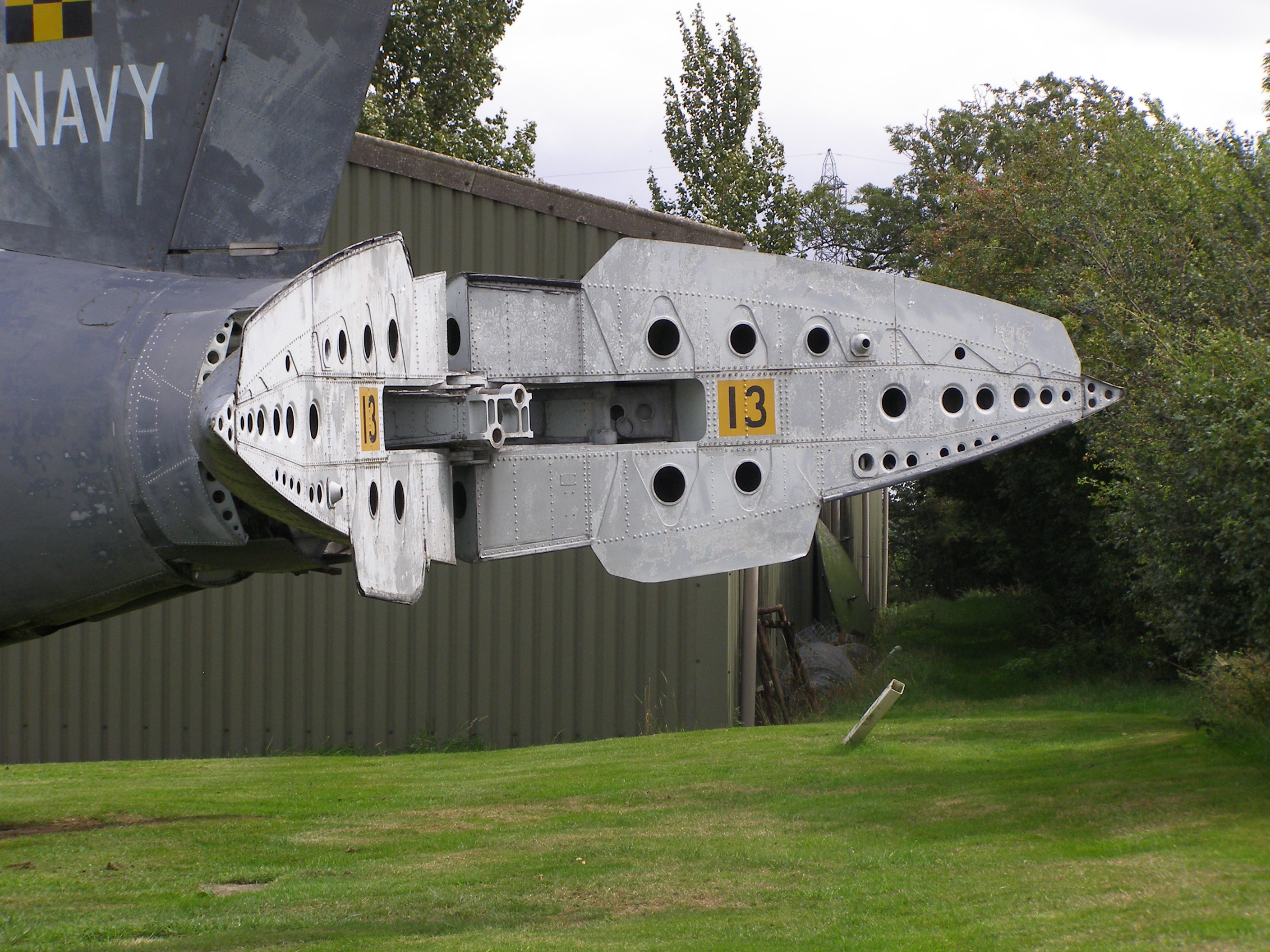
Аэродинамический тормоз палубного штурмовика Blackburn Buccaneer
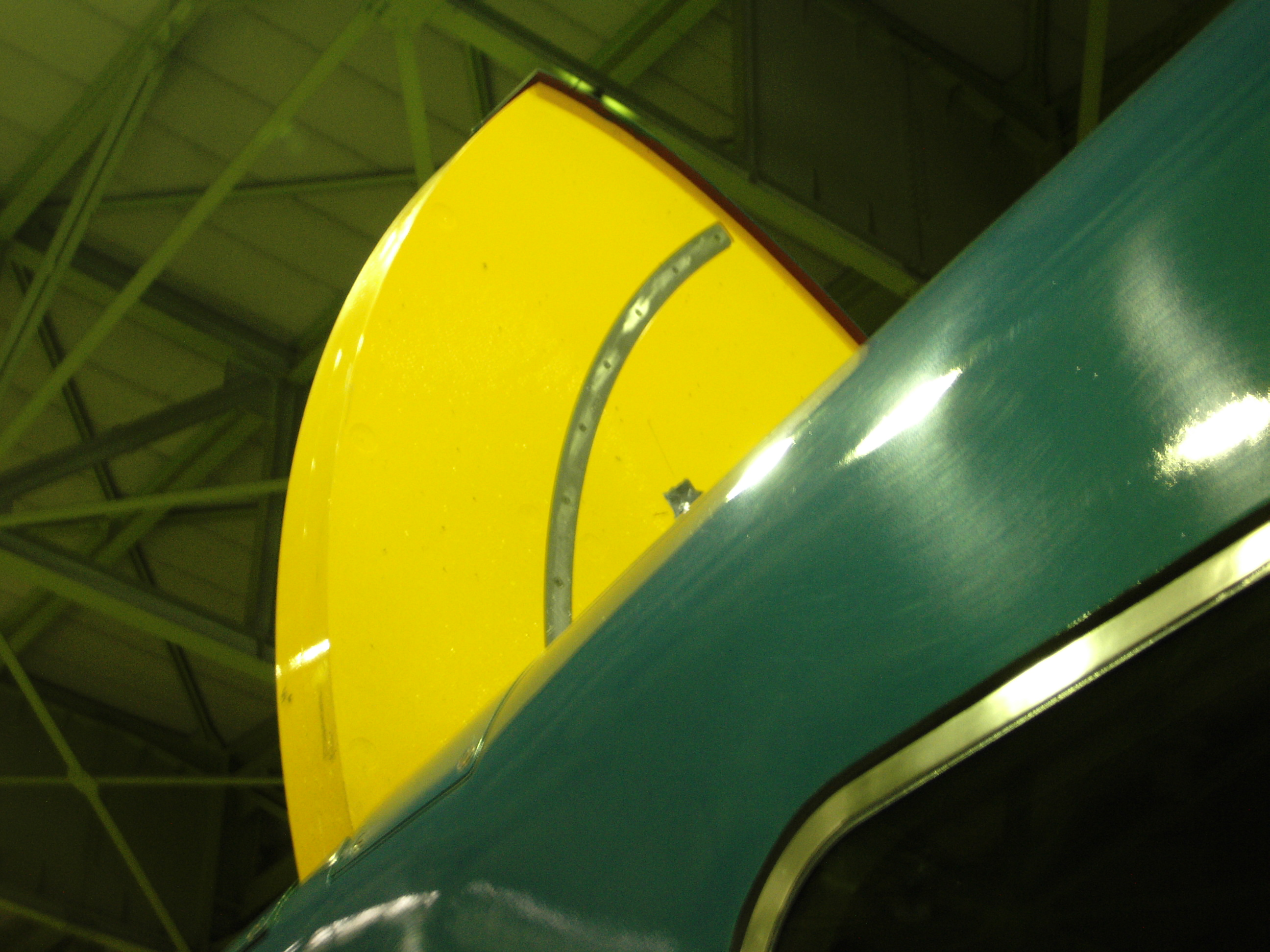
Аэродинамический тормоз электропоезда Fastech 360
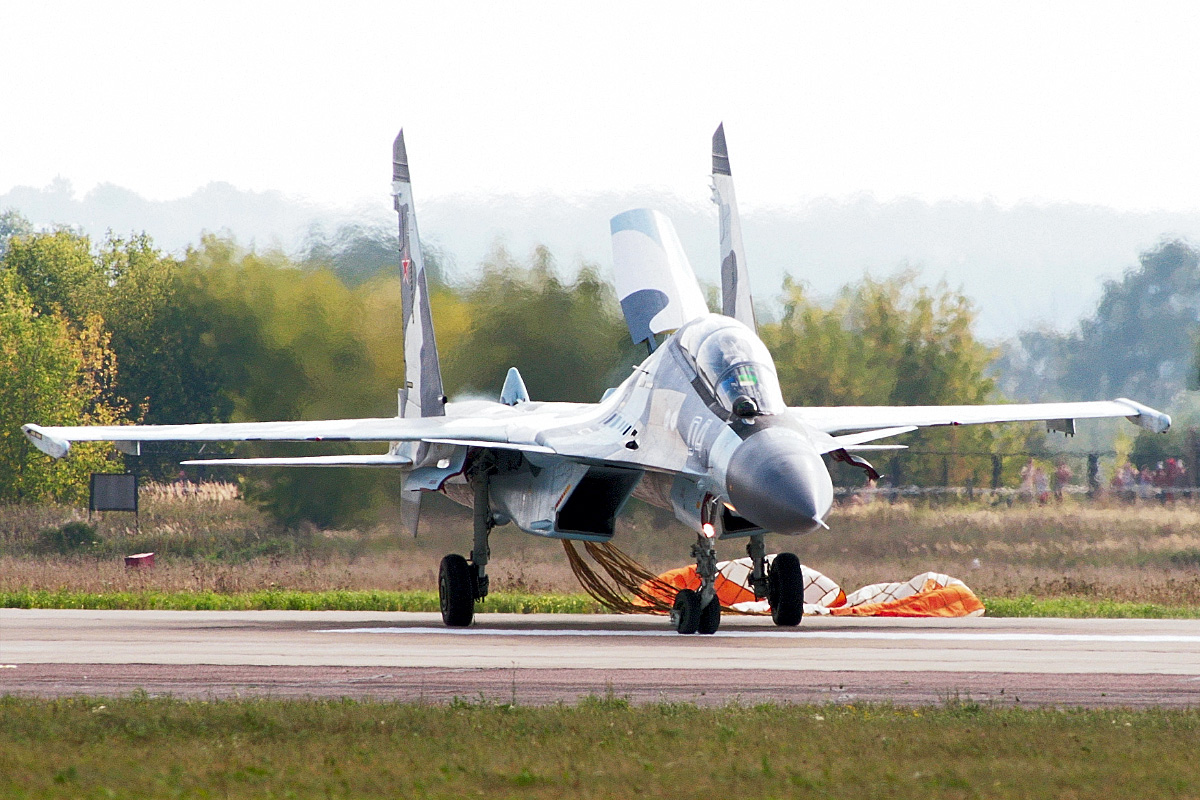
Тормозной щиток на Су-30